# Armée régionale japonaise de Chine centrale
L'armée régionale japonaise de Chine centrale (中支那方面軍, Naka Shina hōmen gun) est une partie de l'armée impériale japonaise durant la seconde guerre sino-japonaise.

## Histoire
Le 7 novembre 1937, l'armée régionale japonaise de Chine centrale est formée en tant que force de soutien en combinant l'armée expéditionnaire de Shanghai et la 10e armée. Le général Iwane Matsui en est nommé commandant-en-chef, en plus de son affection comme commandant-en-chef de l'armée expéditionnaire de Shanghai. Il est placé directement sous le contrôle du quartier-général impérial. Après la bataille de Nankin, l'armée est dissoute le 14 février 1938 et ses unités sont réaffectées dans l'armée expéditionnaire japonaise de Chine centrale.

## Commandement

### Commandants
|   | Nom                  | De              | À               |
| - | -------------------- | --------------- | --------------- |
| 1 | Général Iwane Matsui | 30 octobre 1937 | 14 février 1938 |

### Chef d'état-major
|   | Nom                         | De              | À               |
| - | --------------------------- | --------------- | --------------- |
| 1 | Major-général Osamu Tsukada | 2 novembre 1937 | 14 février 1938 |